# 康格里夫环形山
康格里夫环形山（Congreve）是位于月球背面赤道上一座古老的大型撞击坑，约形成于酒海纪，其名称取自英国发明家及火箭武器先驱威廉·康格里夫爵士（1772年－1828年），1970年被国际天文联合会批准接受。

## 描述
该陨坑西侧紧邻利普斯基环形山、西北偏西是克拉索夫斯基环形山；茹科夫斯基环形山坐落在它的北面；东北为恩格尔伽特陨石坑，在它的东侧和西南面分别是巨大的科罗廖夫环形山和伊卡洛斯环形山。陨坑中心月面坐标为0°17′S 167°50′W / 0.28°S 167.84°W，直径57.61公里，深度2.450公里。
康格里夫环形山外观呈多边形状，因存续期长而受撞击侵蚀严重，部分区域已磨损的难以辨识。陨坑坡壁平缓，北侧和西侧坑沿及内壁较明显，东侧则坐落着一对较大的陨石坑，而东南边缘仅剩为一弯浅浅的山脊。它的坑壁最大高出周边地形1190米，内部容积约2775.413。坑底表面相对平坦，在东部可看到三座明显的撞击坑，其余地表上散落着一些细小的陨坑。

## 卫星陨石坑
按惯例，最靠近康格里夫环形山的卫星坑在月图上以字母标注在该坑中心点的旁边。
| 康格里夫 | 纬度    | 经度      | 直径      |
| -------- | ------- | --------- | --------- |
| G        | 0.89° S | 163.88° W | 17.50公里 |
| H        | 1.31° S | 165.74° W | 37.96公里 |
| L        | 3.73° S | 166.83° W | 29.91公里 |
| N        | 3.66° S | 168.57° W | 29.93公里 |
| Q        | 1.74° S | 169.56° W | 55.35公里 |
| U        | 0.40° S | 170.75° W | 54.72公里 |

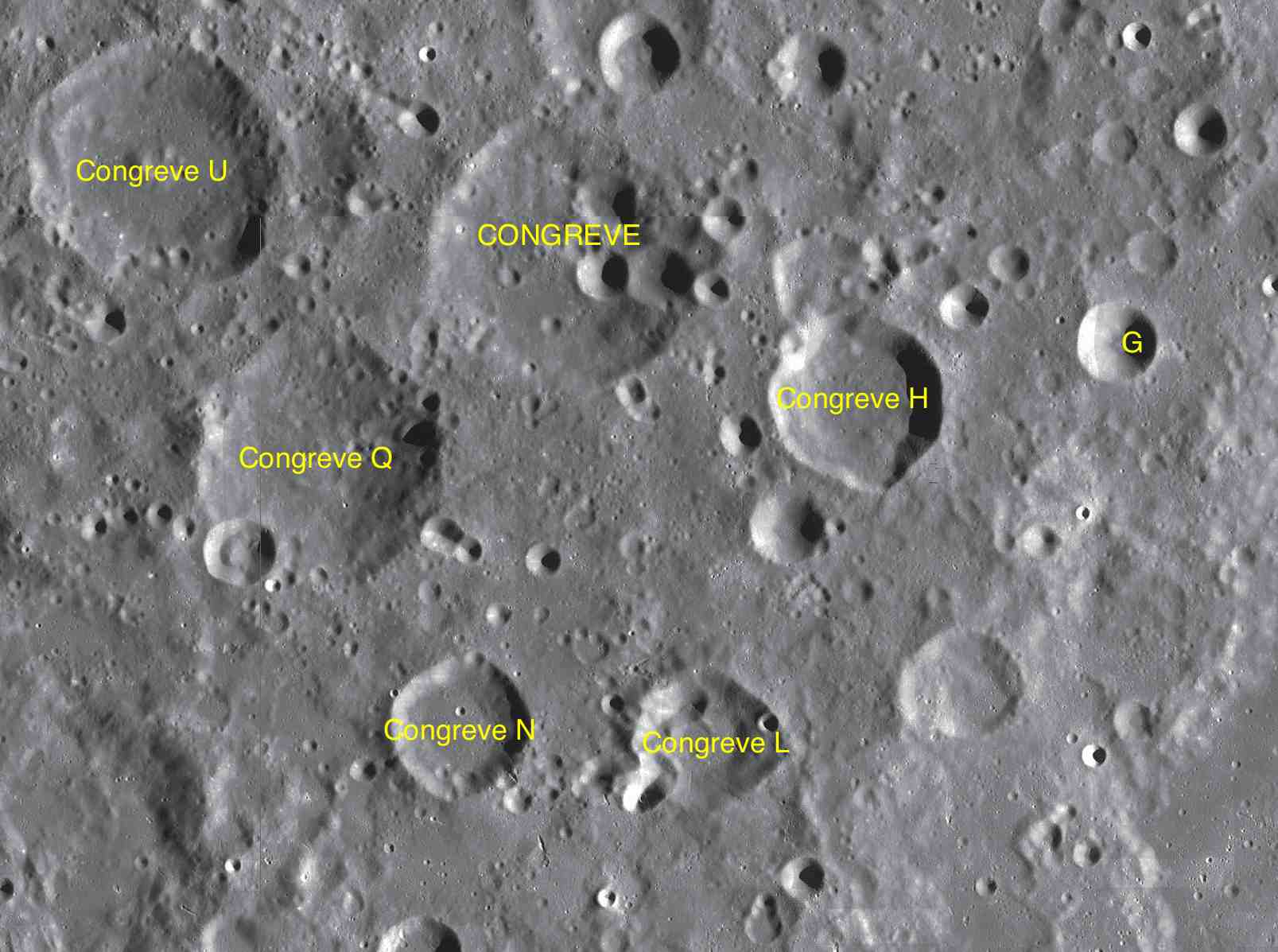
LAC-68、LAC-69、LAC-86及LAC-87拼接图

- 卫星坑“康格里夫 H”、“康格里夫 L”、“康格里夫 Q”和“康格里夫 U”形成于酒海纪[1]。